# Leptotyphlops sylvicolus
Espèce
Leptotyphlops sylvicolus est une espèce de serpents de la famille des Leptotyphlopidae.

## Répartition
Cette espèce est endémique du KwaZulu-Natal en Afrique du Sud.

## Publication originale
- Broadley & Wallach, 1997 : A review of the genus Leptotyphlops (Serpentes: Leptotyphlopidae) in KwaZulu-Natal, South Africa, with the description of a new forest-dwelling species. Durban Museum Novitates, vol. 22, p. 37-42.